# ناحیه مجانه
ناحیه مجانه (به عربی: دائرة مجانة) یک ناحیه در الجزایر است که در استان برج بوعریریج واقع شده‌است.